# Sleeper
Sleeper — український бренд одягу, створений 2014 року Катериною Зубарєвою та Асею Варецею. Концепція бренду полягає в ідеї «First Walking Sleepwear» — піжамі, яку можна носити вдома і на вулиці.

## Історія
Sleeper був створений 2014 року в Україні. Засновницями є редакторки глянцю Катерина Зубарєва й Ася Вареца.
Перша колекція FW14-15 була презентована взимку 2014 року, основним виробом стали чорно-білі бавовняні піжами. Ідея бренду зародилась після того, як одній з засновниць бренду наснилася фабрика піжам. Наступного місяця Sleeper став брендом місяця за версією журналу Vogue Italia.
У 2015 році бренд випустив першу лінію з льону. У 2016 році Sleeper представила свою першу весільну колекцію, яка складалася з суконь, піжамних комплектів з брюками тощо.
У 2017 році сукня з відкритими плечима стала Сукнею року за версією Марі Клер.
Того ж року Sleeper випустив Party Pyjamas у складі Holiday Collection’17, який з’явився на обкладинках британських версій Cosmopolitan і Tatler.
У лютому 2019 року засновниці Sleeper увійшли до європейського списку Forbes' 30 Under 30.
У 2020 році Sleeper використали перероблені матеріали у своїй колекції. Бренд представив комплект "Weekend Chic", виконаний з переробленого пластику.
Влітку 2020 бренд запустив виробництво взуття та купальників.
У 2021 році документальний фільм Sleeper «Behind the Seams», знятий у 2019 році, здобув відзнаку Webby Honoree.

## Засновниці
У 2011 році Катя Зубарєва закінчила Київський університет імені Тараса Шевченка за спеціальністю «Міжнародна журналістика». З 19 років працювала у газеті Playing Fashion (2009), була головним редактором онлайн-версії журналу Pink (2010—2013), VDOH (2010—2013).
Ася Вареца закінчила Московський державний університет менеджменту за спеціальністю «Маркетинг» у 2012 році. З 2009 року працювала у газеті Playing Fashion, а у 2010 році стала молодшим редактором моди в ELLE Russia.

## Діяльність
Основним продуктом виробництва Sleeper є піжами та сукні. Пізніше бренд презентував взуття, весільну колекцію, лінію одягу для дому та купальники. Станом на 2021 рік, колекції Sleeper доступні на 32 ринках, і у понад 160 бутиках у всьому світі. Клієнтами бренду стали Єва Чен, Кеті Перрі, Брі Ларсон, Емма Робертс, Кортні Кардаш'ян, Аврора Джеймс, Келлі Лінч, Бізі Філіппс, Хлоя Грейс Морец, Зої Дойч, Дакота Феннінг, Крістен Белл, Ліна Данем та інші.

## Соціальна відповідальність
Sleeper надає підтримку громадській організації Happy Today, яка допомагає дітям з аутизмом, а також, благодійному фонду Квітна, який підтримує жінок з раком молочної залози. З 2020 року бренд надає підтримку Black Girl Ventures та NAACP LDF для сприяння боротьбі за расову справедливість в США і по всьому світу.